# Alberschwende
Alberschwende település Ausztria legnyugatibb tartományának, Vorarlbergnek a Bregenzi járásában található. Területe 21,15 km², lakosainak száma 3 137 fő, népsűrűsége pedig 150 fő/km² (2014. január 1-jén). A település 721 méteres tengerszint feletti magasságban helyezkedik el.
A település részei:
Alberschwende (Dorf), Müselbach, Fischbach, Dreßlen und Hof.

## Fordítás
- Ez a szócikk részben vagy egészben  az   Alberschwende című angol Wikipédia-szócikk ezen változatának fordításán alapul.  Az eredeti cikk szerkesztőit annak laptörténete sorolja fel. Ez a jelzés csupán a megfogalmazás eredetét és a szerzői jogokat jelzi, nem szolgál a cikkben szereplő információk forrásmegjelöléseként.